# 雷扎·穆罕默迪·兰加鲁迪
阿亚图拉雷扎·穆罕默迪·兰加鲁迪（波斯語：‎；1928年8月3日—2020年3月7日），伊朗什葉派中十二伊瑪目派的神職人員。他曾是伊朗最高領袖阿里·哈梅内伊在蘭加魯德的代表。
雷扎·穆罕默迪·兰加鲁迪是侯赛因·布鲁杰迪、鲁霍拉·霍梅尼和穆罕默德-塔基·巴赫贾特·福马尼的學生。
在1979年伊斯蘭革命期間，他在遊行中扮演重要角色。他曾一度出任蘭加魯德和阿姆拉什的臨時星期五伊瑪目。
2020年3月7日，他因感染2019冠狀病毒病去世，享年91歲。